# وورمسی
وورمسی (به استونیایی: Vormsi) جزیره‌ای در دریای بالتیک متعلق به کشور استونی است.
این جزیره که ۹۲٫۹۳ کیلومتر مربع مساحت دارد قسمتی از شهرستان لنه و مجمع‌الجزایر غرب استونی محسوب می‌شود و جعیت کل آن ۲۳۱ نفر است.

## نگارخانه

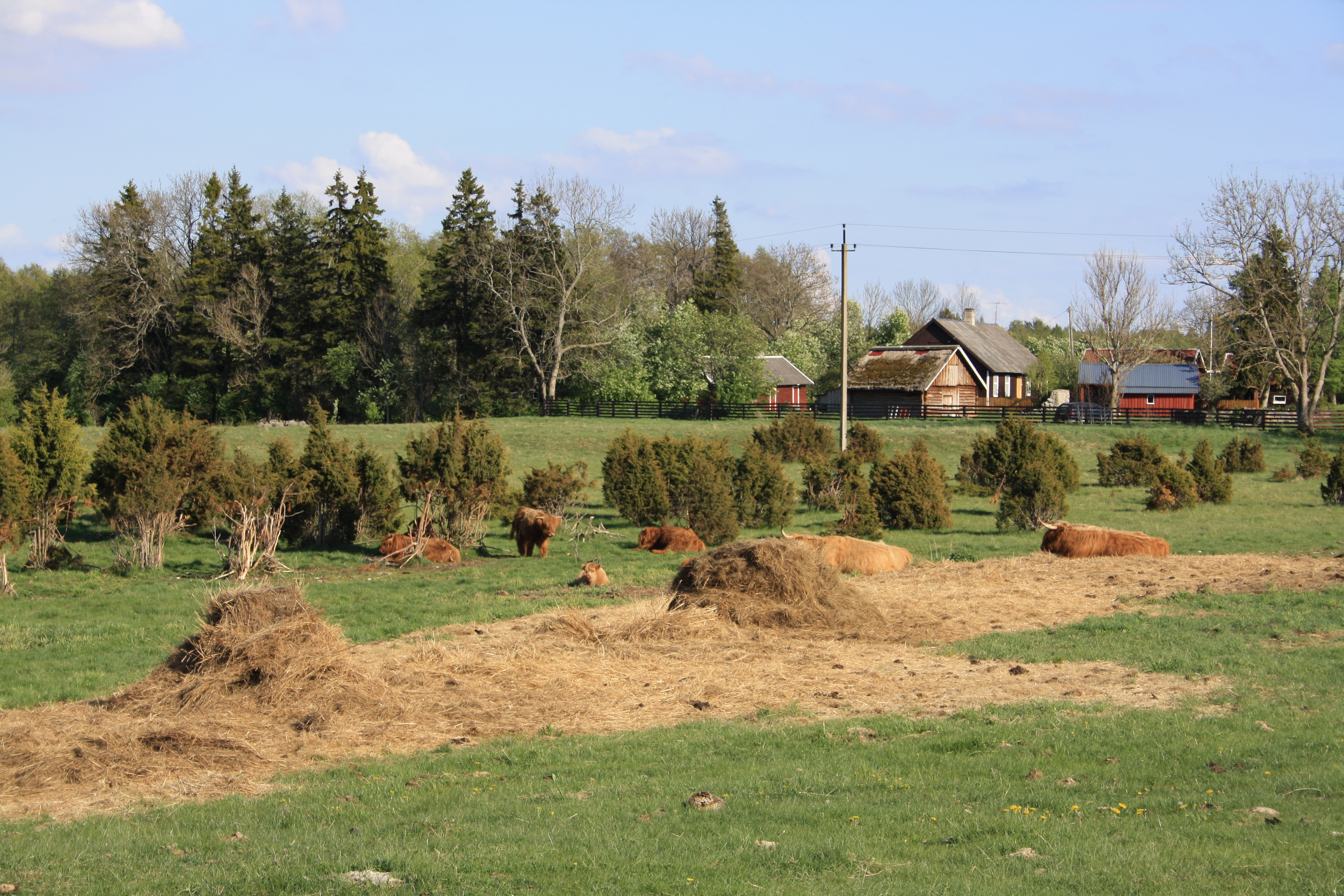
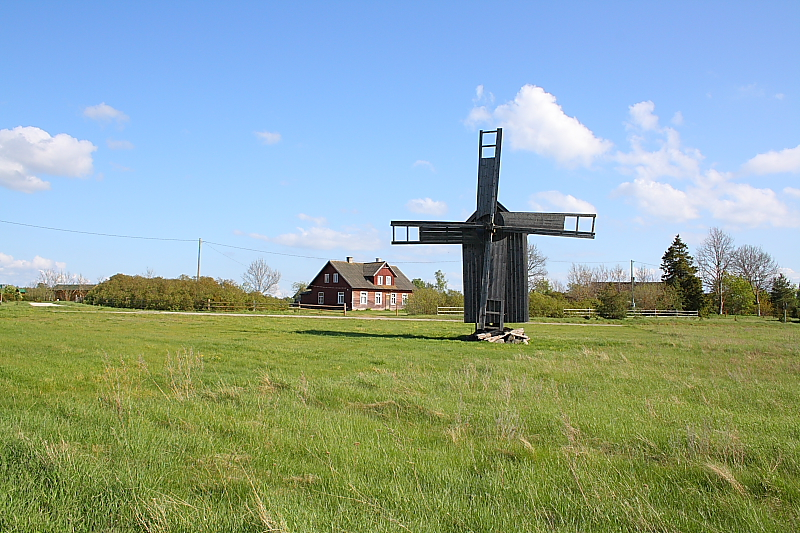
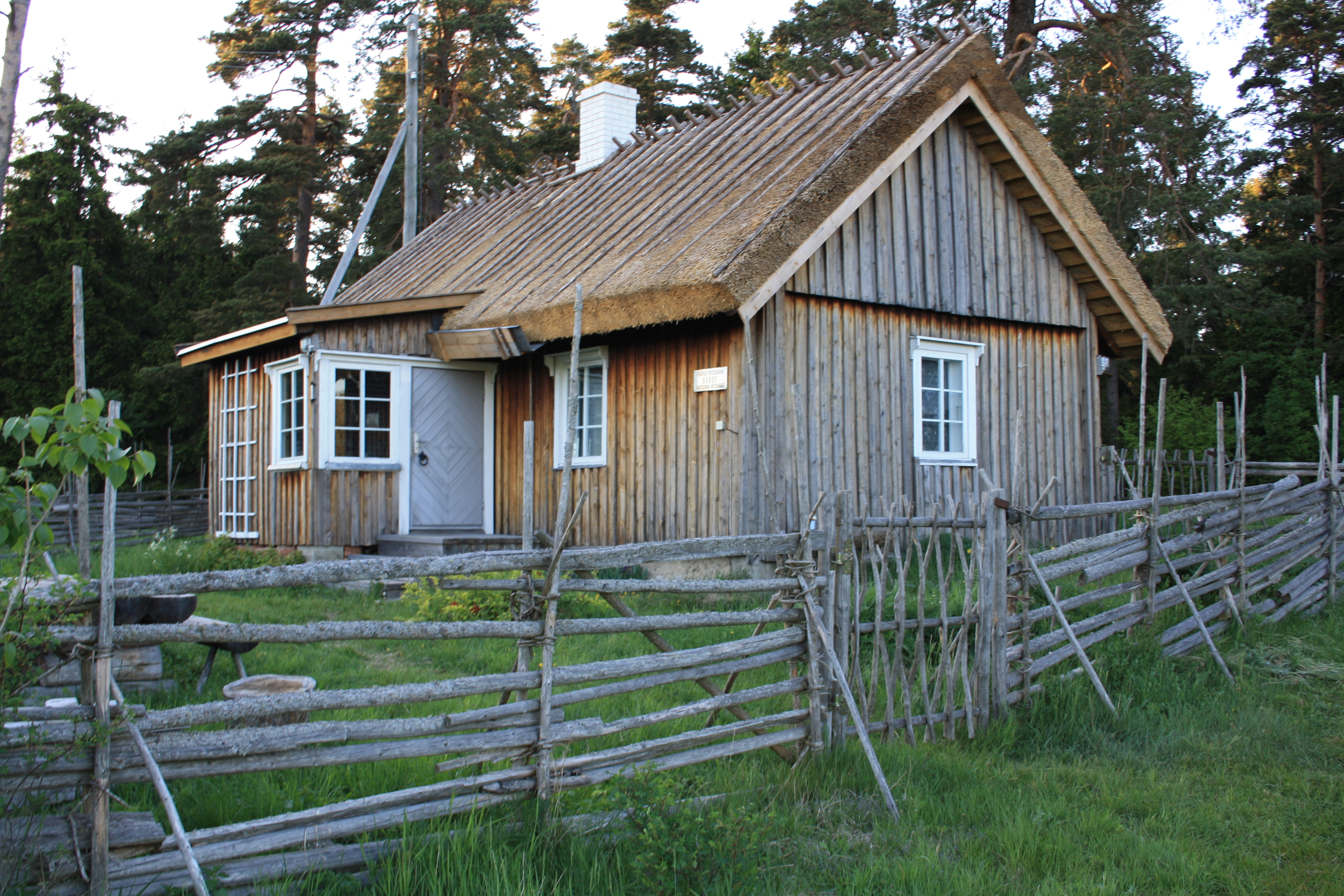
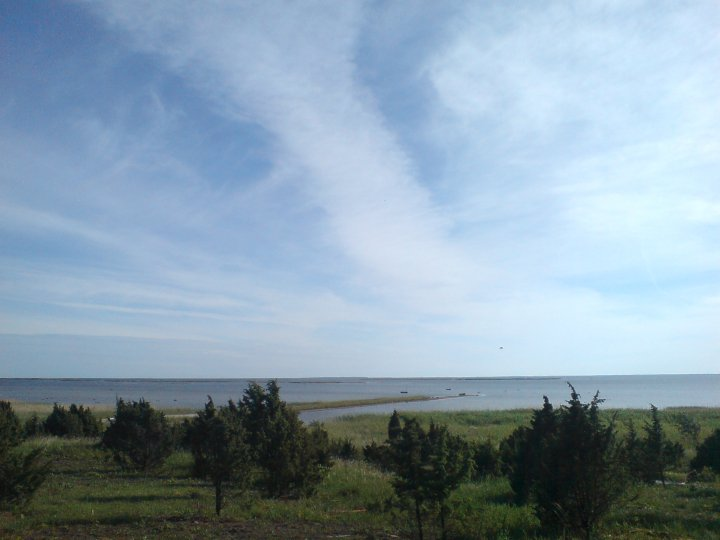
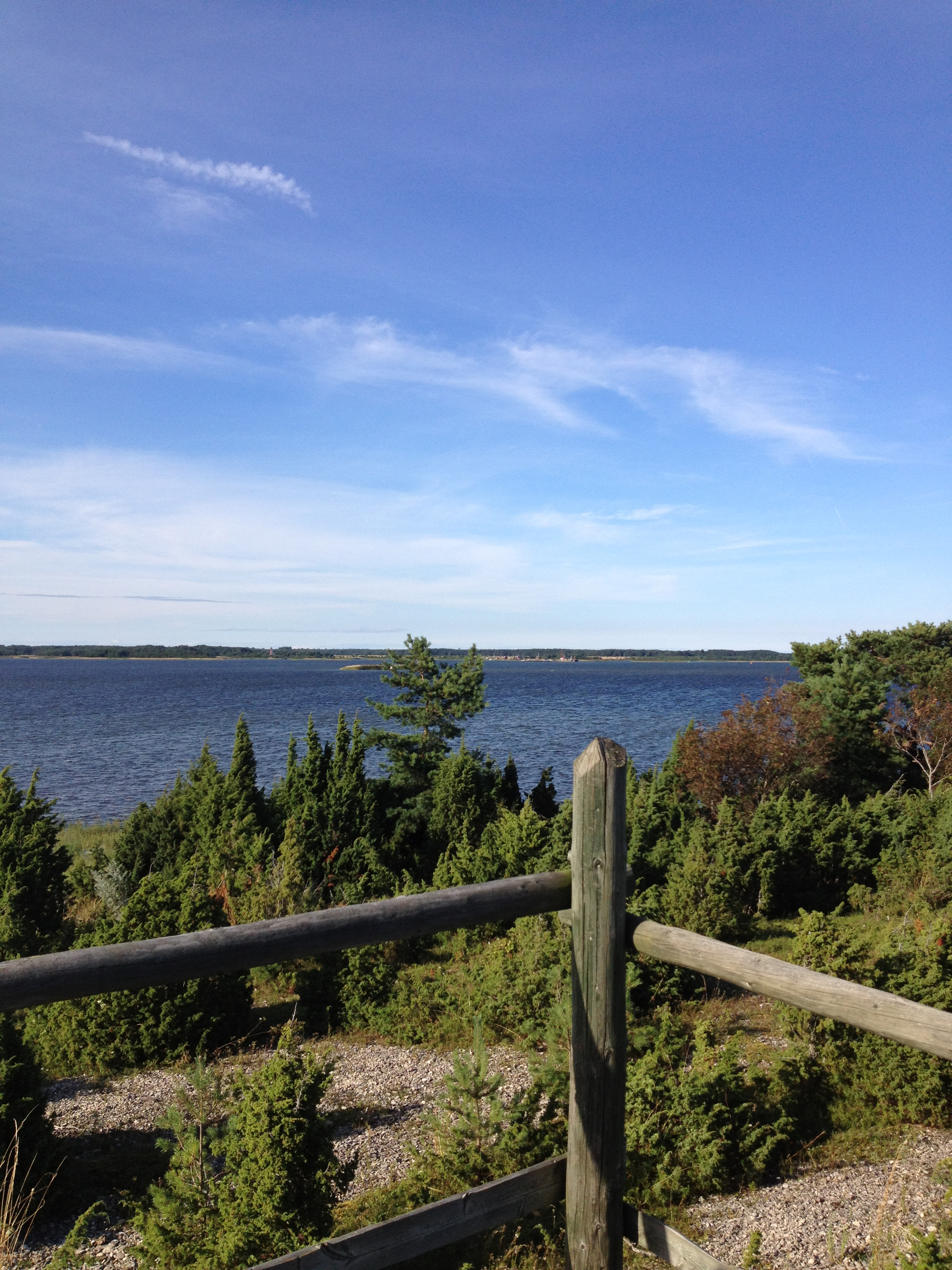